# Романовская (Холмогорский район)
Романовская — деревня в Холмогорском районе Архангельской области.

## География
Находится в центральной части Архангельской области на расстоянии приблизительно 5 км на север по прямой от административного центра района села Холмогоры на юго-западе острова Ухтостров в нижнем течении реки Северная Двина.

## История
Деревня отмечалась еще на карте 1925 года. До 2022 года входила в Ухтостровское сельское поселение до его упразднения.

## Население
Численность населения: 4 человека (русские 100 %) в 2002 году, 1 в 2010.